# Campeonato Carioca de Futebol Feminino de 2024
O Campeonato Carioca de Futebol Feminino de 2024 foi a 33ª edição da divisão principal do campeonato estadual de futebol feminino do Rio de Janeiro. A competição foi organizada pela Federação de Futebol do Estado do Rio de Janeiro (FERJ) e teve o Flamengo como campeão. O rubro-negro superou o Fluminense na decisão, conquistando seu oitavo título estadual desde 2015.

## Formato e participantes
A competição foi composta de três fases e disputada por 11 equipes entre 5 de outubro e 25 de novembro. Na primeira fase, os participantes foram divididos em dois grupos (grupo A e B), pelos quais os integrantes enfrentaram os adversários da outra chave em jogos de turno único. As fases seguintes foram as semifinais e a final.
Na primeira fase (turno), os participantes foram divididos em dois grupos, um com seis equipes (grupo A) e outro com cinco equipes (grupo B), onde os integrantes de cada grupo enfrentaram os adversários do outro grupo, em turno único. Ao término dessa fase, os dois primeiros colocados de cada grupo se classificaram para as semifinais.
Nas semifinais, as duas equipes melhores colocadas de cada grupo se enfrentaram, em cruzamento dentro do próprio grupo e em jogos de ida e volta: 1.º do grupo A x 2.º do grupo A (grupo C) e 1.º do grupo B x 2.º do grupo B (grupo D). Os vencedores dos grupos C e D, fizeram a final, também em partidas de ida e volta.

### Critérios de desempate
Os critérios de desempate, em caso de igualdades foram aplicados, nesta ordem:
1. Número de vitórias
2. Saldo de gols
3. Número de gols marcados
4. Número de cartões amarelos (cada cartão vermelho será considerado como três cartões amarelos)
5. Sorteio, na sede da FERJ

### Participantes
Os onze participantes foram:
| Equipe          | Cidade          | Estádio                                              | Títulos                                             |
| --------------- | --------------- | ---------------------------------------------------- | --------------------------------------------------- |
| Araruama        | Araruama        | Lourival Gomes                                       | —                                                   |
| Boavista-RJ     | Saquarema       | Elcyr Resende de Mendonça                            | —                                                   |
| Botafogo        | Rio de Janeiro  | Caio Martins                                         | 3 (2014, 2020 e 2022)                               |
| Duque de Caxias | Duque de Caxias | Romário de Souza Faria                               | 1 (2011)                                            |
| EC Resende      | Resende         | CT Brasil Novo                                       | —                                                   |
| Flamengo        | Rio de Janeiro  | Gávea                                                | 7 (2015, 2016, 2017, 2018, 2019, 2021 e 2023)       |
| Fluminense      | Rio de Janeiro  | Laranjeiras (clássicos) Marcelo Viera (demais jogos) | —                                                   |
| Olaria          | Rio de Janeiro  | Rua Bariri                                           | —                                                   |
| Pérolas Negras  | Resende         | Trabalhador                                          | —                                                   |
| Serra Macaense  | Macaé           | Moacyr de Azevedo                                    | —                                                   |
| Vasco da Gama   | Rio de Janeiro  | Nivaldo Pereira (clássicos) CT Artsul (demais jogos) | 8 (1996, 1997, 1998, 1999, 2000, 2010, 2012 e 2013) |

## Turno

### Classificação

#### Grupo A
| Pos | Equipe         | Pts | J | V | E | D | GP | GC | SG  | Classificação ou descenso                     |
| --- | -------------- | --- | - | - | - | - | -- | -- | --- | --------------------------------------------- |
| 1   | Botafogo       | 15  | 5 | 5 | 0 | 0 | 29 | 2  | +27 | Classificado para as semifinais do Campeonato |
| 2   | Flamengo       | 15  | 5 | 5 | 0 | 0 | 19 | 1  | +18 | Classificado para as semifinais do Campeonato |
| 3   | Pérolas Negras | 10  | 5 | 3 | 1 | 1 | 8  | 4  | +4  |                                               |
| 4   | EC Resende     | 7   | 5 | 2 | 1 | 2 | 4  | 9  | −5  |                                               |
| 5   | Olaria         | 3   | 5 | 1 | 0 | 4 | 2  | 25 | −23 |                                               |
| 6   | Boavista-RJ    | 0   | 5 | 0 | 0 | 5 | 1  | 36 | −35 |                                               |

#### Grupo B
| Pos | Equipe          | Pts | J | V | E | D | GP | GC | SG  | Classificação ou descenso                     |
| --- | --------------- | --- | - | - | - | - | -- | -- | --- | --------------------------------------------- |
| 1   | Fluminense      | 12  | 6 | 4 | 0 | 2 | 29 | 5  | +24 | Classificado para as semifinais do Campeonato |
| 2   | Vasco da Gama   | 10  | 6 | 3 | 1 | 2 | 27 | 5  | +22 | Classificado para as semifinais do Campeonato |
| 3   | Araruama        | 7   | 6 | 2 | 1 | 3 | 11 | 10 | +1  |                                               |
| 4   | Duque de Caxias | 6   | 6 | 2 | 0 | 4 | 6  | 18 | −12 |                                               |
| 5   | Serra Macaense  | 3   | 6 | 1 | 0 | 5 | 4  | 25 | −21 |                                               |

### Partidas
Fonte: 

#### Primeira rodada
| 5 de outubro Jogo 4 | Fluminense                                                                                       | 10 – 1                  | Boavista-RJ           | Rio de Janeiro                                                |  |
| 10:00               | Annaysa 4', 27', 63' · Geovana 11', 14', 20' · Kamilla 59' · Naiane 82' · Ana 87' · Gislaine 89' | Súmula (FERJ) Soccerway | Thamiris Cristina 70' | Estádio: Laranjeiras Árbitro: RJ Jean Carlos Victorino Miguel |  |

| 5 de outubro Jogo 1 | Botafogo | 13 – 0                  | Serra Macaense | Rio de Janeiro                                             |  |
| 15:00               | Kélen Bender 2', 12', 55', 63' · Vitorinha 20' · Gabi Itacaré 26', 42', 46' · Leticia 38' · Pamela 52', 86' · Kailany Lourenço 38' (g.c.) · Ana Caroline 90' | Súmula (FERJ) Soccerway |                | Estádio: Nilton Santos Árbitro: RJ Jhonatan Costa dos Reis |  |

| 5 de outubro Jogo 3 | Vasco da Gama | 0 – 0                   | Pérolas Negras | Nova Iguaçu                                                        |  |
| 15:00               |               | Súmula (FERJ) Soccerway |                | Estádio: Nivaldo Pereira Árbitro: RJ Felipe Goulart Dias Barcellos |  |

| 5 de outubro Jogo 5 | Duque de Caxias | 0 – 2                   | EC Resende                      | Duque de Caxias                                         |  |
| 15:00               |                 | Súmula (FERJ) Soccerway | Thamyres 42' · Karine Costa 65' | Estádio: Marrentão Árbitro: RJ Anderson de Souza Mendes |  |

| 7 de outubro Jogo 2 | Flamengo                                      | 4 – 0                   | Araruama | Rio de Janeiro                                      |  |
| 15:00               | Daiane 10' · Gláucia 13' · Crivelari 22', 55' | Súmula (FERJ) Soccerway |          | Estádio: Gávea Árbitra: RJ Jenifer Alves de Freitas |  |

#### Segunda rodada
| 12 de outubro Jogo 6 | Fluminense  | 1 – 2                   | Botafogo                       | Rio de Janeiro                                         |  |
| 10:00                | Kamilla 53' | Súmula (FERJ) Soccerway | Gabi Itacaré 38' · Chaiane 79' | Estádio: Marcelo Viera Árbitra: RJ Luciana Mafra Leite |  |

| 12 de outubro Jogo 7 | Flamengo                                                                              | 7 – 0                   | Duque de Caxias | Rio de Janeiro                                    |  |
| 15:00                | Daiane 7' · Cristiane 32' · Gláucia 33' · Laysa 39', 73' · Pimenta 47' · Jucinara 89' | Súmula (FERJ) Soccerway |                 | Estádio: Gávea Árbitra: RJ Rosana Pereira Ruviaro |  |

| 12 de outubro Jogo 8 | Serra Macaense | 0 – 2                   | Olaria              | Macaé                                                           |  |
| 15:00                |                | Súmula (FERJ) Soccerway | Laís Julia 37', 91' | Estádio: Moacyr de Azevedo Árbitra: RJ Jenifer Alves de Freitas |  |

| 12 de outubro Jogo 10 | Vasco da Gama                                                                                   | 6 – 0                   | EC Resende | Nova Iguaçu                                                      |  |
| 15:00                 | Maria Vitoria 36' (pen.) · Fernanda Marcela 44' · Rosani 45+1' · Juliana 47', 85' · Maikely 84' | Súmula (FERJ) Soccerway |            | Estádio: Nivaldo Pereira Árbitra: RJ Sâmia Kelle de Amorim Alves |  |

| 13 de outubro Jogo 9 | Araruama | 0 – 1                   | Pérolas Negras | Araruama                                                 |  |
| 15:00                |          | Súmula (FERJ) Soccerway | Thais 12'      | Estádio: Areal Árbitra: RJ Alessilma da Silva Nascimento |  |

#### Terceira rodada
| 16 de outubro Jogo 11 | Vasco da Gama | 0 – 3                   | Flamengo                                     | Nova Iguaçu                                              |  |
| 10:00                 |               | Súmula (FERJ) Soccerway | Crivelari 35' · Graci 55' (g.c.) · Laysa 88' | Estádio: Nivaldo Pereira Árbitra: RJ Rejane Silva (FIFA) |  |

| 16 de outubro Jogo 12 | Fluminense | 11 – 0                  | Olaria | Rio de Janeiro                                                |  |
| 15:00                 | Ana 5', 14', 42' · Annaysa 8' · Luisa Rosa 53' · Patricia 57' (pen.) · Maria Luisa 58', 75' · Milena 60' · Geovana 74' · Julia Silva 90+2' | Súmula (FERJ) Soccerway |        | Estádio: Laranjeiras Árbitro: RJ Jean Carlos Victorino Miguel |  |

| 16 de outubro Jogo 13 | Duque de Caxias    | 1 – 2                   | Pérolas Negras                        | Duque de Caxias                                         |  |
| 15:00                 | Yasmin Medeiros 6' | Súmula (FERJ) Soccerway | Jamilly Leandra 72' · Andressinha 79' | Estádio: Marrentão Árbitra: RJ Jenifer Alves de Freitas |  |

| 16 de outubro Jogo 14 | Serra Macaense                                        | 4 – 0                   | Boavista-RJ | Macaé                                                              |  |
| 15:00                 | Maria Clara 56', 70' · Lorena Ferreira 86' · Cris 90' | Súmula (FERJ) Soccerway |             | Estádio: Moacyr de Azevedo Árbitro: RJ Marco Aurélio Correia Reges |  |

| 16 de outubro Jogo 15 | Araruama | 0 – 0                   | EC Resende | Araruama                                                   |  |
| 15:00                 |          | Súmula (FERJ) Soccerway |            | Estádio: Areal Árbitro: RJ Luiz Fernando Serrão dos Santos |  |

#### Quarta rodada
| 19 de outubro Jogo 16 | Botafogo                            | 2 – 1                   | Vasco da Gama     | Rio de Janeiro                                                |  |
| 10:00                 | Karen Bender 65' · Ana Caroline 80' | Súmula (FERJ) Soccerway | Maria Vitoria 33' | Estádio: Ronaldo Nazário Árbitra: RJ Jenifer Alves de Freitas |  |

| 19 de outubro Jogo 17 | Flamengo                  | 2 – 1                   | Fluminense   | Rio de Janeiro                                         |  |
| 10:00                 | Crivelari 53' · Djeni 61' | Súmula (FERJ) Soccerway | Veronica 78' | Estádio: Gávea Árbitra: RJ Sâmia Kelle de Amorim Alves |  |

| 19 de outubro Jogo 18 | Olaria | 0 – 2                   | Duque de Caxias   | Rio de Janeiro                                               |  |
| 15:00                 |        | Súmula (FERJ) Soccerway | Rafaelly 32', 75' | Estádio: Rua Bariri Árbitro: RJ José Mauricio da Silva Cezar |  |

| 19 de outubro Jogo 19 | Pérolas Negras                                                | 5 – 0                   | Serra Macaense | Porto Real                                              |  |
| 15:00                 | Vitoria da Silva 9', 52' · Vanice 60' · Thais 64' · Joice 74' | Súmula (FERJ) Soccerway |                | Estádio: Centro Real Árbitra: RJ Rosana Pereira Ruviaro |  |

| 19 de outubro Jogo 20 | Boavista-RJ | 0 – 6                   | Araruama                                                                                               | Itaguaí                                                                  |  |
| 15:00                 |             | Súmula (FERJ) Soccerway | Steffany 31' · Catulen Silene 52' (pen.), 87' · Samara Dias 70' · Livia Teixeira 77' · Maria Luiza 90' | Estádio: CT Pedrinho Vicençote Árbitra: RJ Alessilma da Silva Nascimento |  |

#### Quinta rodada
| 23 de outubro Jogo 21 | Botafogo                                                    | 5 – 0                   | Araruama | Rio de Janeiro                                                   |  |
| 15:00                 | Pamela 12', 50' · Vania 15' · Driely 27' · Kélen Bender 40' | Súmula (FERJ) Soccerway |          | Estádio: Ronaldo Nazário Árbitra: RJ Sâmia Kelle de Amorim Alves |  |

| 23 de outubro Jogo 22 | Vasco da Gama                                                            | 7 – 0                   | Olaria | Duque de Caxias                                                     |  |
| 15:00                 | Sarah 1' · Carol 35' · Larissa 70' · Lora 77', 90+9' · Lindiane 82', 88' | Súmula (FERJ) Soccerway |        | Estádio: CT Almirante Heleno Nunes Árbitra: RJ Simone Xavier (FIFA) |  |

| 23 de outubro Jogo 23 | Fluminense                                                        | 3 – 0                   | Pérolas Negras | Rio de Janeiro                                               |  |
| 15:00                 | Nathalia Leticia 19' · Ana 24' (pen.) · Kathleen Luane 47' (pen.) | Súmula (FERJ) Soccerway |                | Estádio: Laranjeiras Árbitro: RJ Felipe Soares do Nascimento |  |

| 23 de outubro Jogo 24 | Boavista-RJ | 0 – 3                   | Duque de Caxias                                                     | Itaguaí                                                           |  |
| 15:00                 |             | Súmula (FERJ) Soccerway | Lorrane Barros 28' · Larissa dos Santos 67' (pen.) · Rafaelly 90+1' | Estádio: CT Pedrinho Vicençote Árbitro: RJ Jonas Francisco Santos |  |

| 23 de outubro Jogo 25 | EC Resende                             | 2 – 0                   | Serra Macaense | Duque de Caxias                                                |  |
| 15:00                 | Jamille Vital 17' · Kariny Goulart 64' | Súmula (FERJ) Soccerway |                | Estádio: Los Larios Árbitro: RJ Renato Arthur Gonçalves Lisboa |  |

#### Sexta rodada
| 26 de outubro Jogo 26 | Botafogo                                                                                                | 7 – 0                   | Duque de Caxias | Rio de Janeiro                                         |  |
| 15:00                 | Nalon 10' · Mayara Vaz 16' · Pamela 20' · Vania 29' · Adriana 42' · Gabi Itacaré 58' · Ana Caroline 75' | Súmula (FERJ) Soccerway |                 | Estádio: Nilton Santos Árbitra: RJ Rejane Silva (FIFA) |  |

| 26 de outubro Jogo 27 | Flamengo | 3 – 0 (w.o.)            | Serra Macaense | Rio de Janeiro                                                  |  |
| 15:00                 |          | Súmula (FERJ) Soccerway |                | Estádio: CT da Vargem Grande Árbitra: RJ Rosana Pereira Ruviaro |  |

| 26 de outubro Jogo 28 | Olaria | 0 – 5                   | Araruama                                                                        | Rio de Janeiro                                                |  |
| 15:00                 |        | Súmula (FERJ) Soccerway | Wanessa 9' · Mylene Geremias 14' · Livia Teixeira 31', 85' · Catulen Silene 66' | Estádio: Rua Bariri Árbitra: RJ Alessilma da Silva Nascimento |  |

| 26 de outubro Jogo 29 | Vasco da Gama | 13 – 0                  | Boavista-RJ | Nova Iguaçu                                              |  |
| 15:00                 | Carol 6' · Larissa 35' · Stephane Souza 38' · Vilma 41' · Lora 44' · Maria Vitoria 47', 62', 80' · Rosani 55', 65' · Juliana 66', 67' · Tatiana Gleyce 75' | Súmula (FERJ) Soccerway |             | Estádio: Nivaldo Pereira Árbitra: RJ Luciana Mafra Leite |  |

| 26 de outubro Jogo 30 | Fluminense                                      | 3 – 0                   | EC Resende | Rio de Janeiro                                            |  |
| 15:00                 | Bruna Cotrim 28' · Ana 52' · Kathleen Luane 71' | Súmula (FERJ) Soccerway |            | Estádio: Laranjeiras Árbitra: RJ Jenifer Alves de Freitas |  |

## Fase final

### Tabela
Em itálico, as equipes que jogaram pelo empate por ter melhor campanha e em negrito as equipes vencedoras das partidas.
|  | Semifinais    | Semifinais | Semifinais | Semifinais |   |          | Final | Final | Final | Final |
|  |               |            |            |            |   |          |       |       |       |       |
|  | Botafogo      | 1          | 1          | 2          |   |          |       |       |       |       |
|  | Flamengo      | 2          | 2          | 4          |   |          |       |       |       |       |
|  | Flamengo      | 2          | 2          | 4          |   | Flamengo | 1     | 1     | 2     |       |
|  |               |            |            |            |   | Flamengo | 1     | 1     | 2     |       |
|  |               | Fluminense | 1          | 0          | 1 |          |       |       |       |       |
|  | Fluminense    | Fluminense | 1          | 0          | 1 | 2        | 1     | 3     |       |       |
|  | Fluminense    |            |            |            |   | 2        | 1     | 3     |       |       |
|  | Vasco da Gama | 0          | 1          | 1          |   |          |       |       |       |       |

### Semifinais
Fonte: 
Ida
| 2 de novembro | Flamengo                   | 2 – 1                   | Botafogo    | Estádio da Gávea, Rio de Janeiro |
| 10:00         | Crivelari 4' · Gláucia 24' | Súmula (FERJ) Soccerway | Barbara 51' | Árbitro: RJ Luciana Mafra Leite  |

| 2 de novembro | Vasco da Gama | 0 – 2                   | Fluminense               | Estádio Nivaldo Pereira, Nova Iguaçu    |
| 15:00         |               | Súmula (FERJ) Soccerway | Camila 4' · Veronica 68' | Árbitro: RJ Sâmia Kelle de Amorim Alves |

Volta
| 9 de novembro | Botafogo    | 1 – 2                   | Flamengo             | Estádio Nilton Santos, Rio de Janeiro |
| 10:00         | Adriana 54' | Súmula (FERJ) Soccerway | Crivelari 14', 90+5' | Árbitro: RJ Jenifer Alves de Freitas  |

| 8 de novembro | Fluminense | 1 – 1                   | Vasco da Gama     | Estádio Marcelo Viera, Rio de Janeiro |
| 10:00         | Ana 86'    | Súmula (FERJ) Soccerway | Maria Vitoria 48' | Árbitro: RJ Rejane Silva (FIFA)       |

### Final
Fonte: 
Ida
| 16 de novembro | Fluminense         | 1 – 1                   | Flamengo     | Estádio Luso-Brasileiro, Rio de Janeiro |
| 11:00          | Kathleen Luane 87' | Súmula (FERJ) Soccerway | Jucinara 13' | Árbitro: RJ Jenifer Alves de Freitas    |

Volta
| 25 de novembro | Flamengo     | 1 – 0                   | Fluminense | Estádio Luso-Brasileiro, Rio de Janeiro |
| 20:00          | Jucinara 69' | Súmula (FERJ) Soccerway |            | Árbitro: RJ Rejane Silva (FIFA)         |

## Premiação
| Campeonato Carioca Feminino de 2024 |
| Rio de Janeiro                      |
| ----------------------------------- |
| FLAMENGO Campeão (8.º título)       |

## Classificação geral
| Pos | Equipe          | Pts | J  | V | E | D | GP | GC | SG  | Classificação ou descenso |
| --- | --------------- | --- | -- | - | - | - | -- | -- | --- | ------------------------- |
| 1   | Flamengo        | 25  | 9  | 8 | 1 | 0 | 25 | 3  | +22 | Campeão                   |
| 2   | Fluminense      | 17  | 10 | 5 | 2 | 3 | 33 | 8  | +25 | Vice-ampeão               |
| 3   | Botafogo        | 15  | 7  | 5 | 0 | 2 | 31 | 6  | +25 | Semifinalistas            |
| 4   | Vasco da Gama   | 11  | 8  | 3 | 2 | 3 | 28 | 8  | +20 | Semifinalistas            |
| 5   | Pérolas Negras  | 10  | 5  | 3 | 1 | 1 | 8  | 4  | +4  |                           |
| 6   | Araruama        | 7   | 6  | 2 | 1 | 3 | 11 | 10 | +1  |                           |
| 7   | EC Resende      | 7   | 5  | 2 | 1 | 2 | 4  | 9  | −5  |                           |
| 8   | Duque de Caxias | 6   | 6  | 2 | 0 | 4 | 6  | 18 | −12 |                           |
| 9   | Serra Macaense  | 3   | 6  | 1 | 0 | 5 | 4  | 25 | −21 |                           |
| 10  | Olaria          | 3   | 5  | 1 | 0 | 4 | 2  | 25 | −23 |                           |
| 11  | Boavista-RJ     | 0   | 5  | 0 | 0 | 5 | 1  | 36 | −35 |                           |

## Estatísticas
| Gols | Futebolista     | Equipe          |
| ---- | --------------- | --------------- |
| 7    | Ana             | Fluminense      |
| 6    | Maria Vitoria   | Vasco da Gama   |
| 5    | Crivelari       | Flamengo        |
| 5    | Gabi Itacaré    | Botafogo        |
| 5    | Kélen Bender    | Botafogo        |
| 5    | Pamela          | Botafogo        |
| 4    | Annaysa         | Fluminense      |
| 4    | Geovana         | Fluminense      |
| 4    | Juliana         | Vasco da Gama   |
| 3    | 9 futebolsitas  | 9 futebolsitas  |
| 2    | 12 futebolsitas | 12 futebolsitas |
| 1    | 48 futebolsitas | 48 futebolsitas |

| Gol contra | Futebolista      | Equipe         |
| ---------- | ---------------- | -------------- |
| 1          | Kailany Lourenço | Serra Macaense |
| 1          | Graci            | Vasco da Gama  |

### Hat-trick
Estes foram os hat-tricks do Campeonato:
|   | Futebolista   | Gols          | Mandante      | Placar | Visitante      | Data          | Etapa       | Ref. |
| - | ------------- | ------------- | ------------- | ------ | -------------- | ------------- | ----------- | ---- |
| 1 | Annaysa       | 4', 27', 63'  | Fluminense    | 10 – 1 | Boavista-RJ    | 5 de outubro  | Turno – 1.ª |      |
| 2 | Geovana       | 11', 14', 20' | Fluminense    | 10 – 1 | Boavista-RJ    | 5 de outubro  | Turno – 1.ª |      |
| 3 | Gabi Itacaré  | 26', 42', 46' | Botafogo      | 13 – 0 | Serra Macaense | 5 de outubro  | Turno – 1.ª |      |
| 4 | Ana           | 5', 14', 42'  | Fluminense    | 11 – 0 | Olaria         | 16 de outubro | Turno – 3.ª |      |
| 5 | Maria Vitoria | 47', 62', 80' | Vasco da Gama | 13 – 0 | Boavista-RJ    | 26 de outubro | Turno – 6.ª |      |

### Poker-trick
Este foi o poker-trick do Campeonato:
|   | Futebolista  | Gols              | Mandante | Placar | Visitante      | Data         | Etapa       | Ref. |
| - | ------------ | ----------------- | -------- | ------ | -------------- | ------------ | ----------- | ---- |
| 1 | Kélen Bender | 2', 12', 55', 63' | Botafogo | 13 – 0 | Serra Macaense | 5 de outubro | Turno – 1.ª |      |